# Kacsakalamajka
A Kacsakalamajka egy amerikai animációs sorozat. Magyarországon a Minimax gyermekcsatorna sugározza.

## Cselekmény
A Kacsakalamajkában megismerkedhetünk Bill-lel, a kacsával és Aldoval, az aligátorral. Bill szomszédai gyakran furcsa és veszélyes kalandokba keverik a kissé szokatlan párost.
Aldo meglepően türelmes szárnyas barátaival, de a közelben lakó többi aligátor inkább finom fogásokat lát a kacsákban nem pedig pajtásokat.

## Szereplők
- Aldo - Az egyik főszereplő, a minden lében kanál és meglehetősen ügyetlen aligátor-fiú. Sokszor gondolja azt a sorozatban, hogy az aligátorok bármit megoldanak, de gyakran Aldo okoz kalamajkát. (Magyar hangjaː Faragó András)
- Bill - A második főszereplő, egy kacsa. Nem ritkán haragszik Aldo-ra az ügyetlensége miatt. Nincs nagy befolyása a többi állatnál, ellentétben Aldo-val. (Magyar hangjaː Galbenisz Tomasz)